# 1990 a tudományban

## Csillagászatésűrkutatás
- április 24. – A Discovery űrrepülőgép pályára állítja a Hubble űrtávcsövet.
- szeptember 15. – A Magellan űrszonda elkezdi fényképezni a Vénusz felszínét.
- október 18. – Egy Zenyit hordozórakéta felrobban Bajkonurban indításkor.
- A szovjet űrkutatási program a politikai és gazdasági változások ellenére folytatódik: működik a Mir űrállomás.

## Számítástechnika
- április 5. – Két amerikai kutató kirakja xenonatomokból az IBM cég emblémáját egy nikkelkristály felszínén.
- november 12. – Tim Berners-Lee kiad egy előterjesztést a World Wide Web-bel kapcsolatban.
- november 13. – Létrejön az első ismert weblap.

## Technika
- Megjelennek az első maroktelefonok
- Elkészül a japán elektronika miniatürizált termékének továbbfejlesztett változata, a SONY sétálómagnó (WALKMAN); Az első WALKMAN, azonban 1979-ben gördült le a futószalagról.
- Egy németországi próbafúrás során elérik a 4000 méteres mélységet.

## Díjak
- Fields-érem: Volodimir Hersonovics Drinfeld, Vaughan Jones, Shigefumi Mori, Edward Witten
- Nobel-díjak
  - Fiziológiai és orvostudományi Nobel-díj: Joseph E. Murray, Edward Donnall Thomas megosztva „a szerv- és sejttranszplantáció témájában végzett kutatásokért”.
  - Fizikai Nobel-díj: Jerome Isaac Friedman (USA), Henry Way Kendall (USA) és Richard Edward Taylor (Kanada) „az elektronnak a protonon és a kötött neutronon történő mélyen rugalmatlan szórásával kapcsolatos úttörő kutatásaikért, amelyek rendkívül fontossá váltak a részecskefizika kvarkmodelljének fejlesztésében”.
  - Kémiai Nobel-díj: Elias James Corey „a szerves szintézis elméletének és módszertanának fejlesztéséért.”
- Turing-díj: Fernando J. Corbató

## Halálozások
- január 4. – Harold Eugene Edgerton amerikai elektromérnök, feltaláló (* 1903).
- január 6. – Pavel Alekszejevics Cserenkov szovjet, orosz Nobel-díjas fizikus (* 1904).
- március 22. – Gerald Bull  kanadai mérnök (* 1928).
- március 24. – An Wang kínai származású amerikai mérnök, a számítástechnika egyik úttörője (* 1922).
- április 4. vagy 5. – Vermes Miklós magyar középiskolai fizika-, kémia- és matematikatanár, kiváló tankönyvíró és kísérletező (* 1905).
- június 22. – Ilya Frank szovjet, orosz Nobel-díjas fizikus (* 1908).
- november 17. – Robert Hofstadter amerikai Nobel-díjas fizikus (* 1915).
- december 31. – Vaszilij Grigorjevics Lazarev szovjet, orosz orvos-űrhajós (* 1928).